# Lonely Day
"Lonely Day" je skladba a zároveň druhý singl americké heavy metalové skupiny System of a Down z jejich alba Hypnotize z roku 2005. Napsal ji kytarista Daron Malakian, který ji i nazpíval. Skladba byla nominována na cenu Grammy v kategorii "Best Hard Rock Performance" během 49. ročníku udělování cen Grammy.
"Lonely Day" má melancholický hudební motiv s výrazným refrénem a dvojitým kytarovým sólem téměř na konci. Refrén je známý použitím dvou superlativů "most loneliest" (v překladu "nejvíce nejosamělejším").
Skladba byla použita ve filmu Disturbia, jakož i v ukázce na tento film. Nebyla však na soundtracku k filmu. Daron nesložil tuto skladbu na počest svého bratra, protože, jak řekl, je jedináček.

## Hudební video
Hudební video ukazuje skupinu System of a Down v autobuse na turné spolu se záběry Hollywoodu a sekcemi s ohněm. Přibližně v čase 0:45 je odkaz na obal alba Wish You Were Here od skupiny Pink Floyd, který je na odrazu kousku skla.

## Sestava
- Serj Tankian - Klávesy, doprovodný zpěv
- Daron Malakian - kytary, vokály
- Shavo Odadjian - basová kytara
- John Dolmayan - bicí